# Badoario Partecipazio
Badoario Partecipazio o Baduario Particiaco (Venezia, ... – Venezia, 882 circa) è stato un politico italiano, considerato il capostipite della famiglia Badoer.

## Biografia
Membro della famiglia patrizia dei Parteciaci e figlio del doge di Venezia Orso I, venne scelto dal fratello Giovanni II, frattanto succeduto al padre (regnò negli anni 881-887), per cercare di ottenere il controllo del nascente porto commerciale di Comacchio.

Badoario si recò dunque in ambasciata presso il pontefice Giovanni VIII con l'intenzione di richiedere per sé il governo della contea di Comacchio. Venne però raggiunto da Marino, conte di Comacchio, che lo catturò con la complicità dei Ravennati e lo costrinse a giurare di rinunciare al possesso della città e a propositi di vendetta. Badoario venne quindi rimandato a Venezia, dove morì a causa delle ferite riportate durante la cattura. In risposta il fratello Giovanni attaccò Ravenna e conquistò e devastò Comacchio, ma dovette poi restituirla al papa in quanto possedimento pontificio.

Da Orso II Partecipazio detto Paureta o Badoario discese, attraverso il figlio Pietro, il ramo secondario dei Parteciaci dei Badoèr. Secondo alcuni Orso II Partecipazio Badoario è considerato fratello di Vitale, figlio del doge Giovanni II Partecipazio e quindi nipote del Badoario summenzionato.